# Synagogenvorsteher

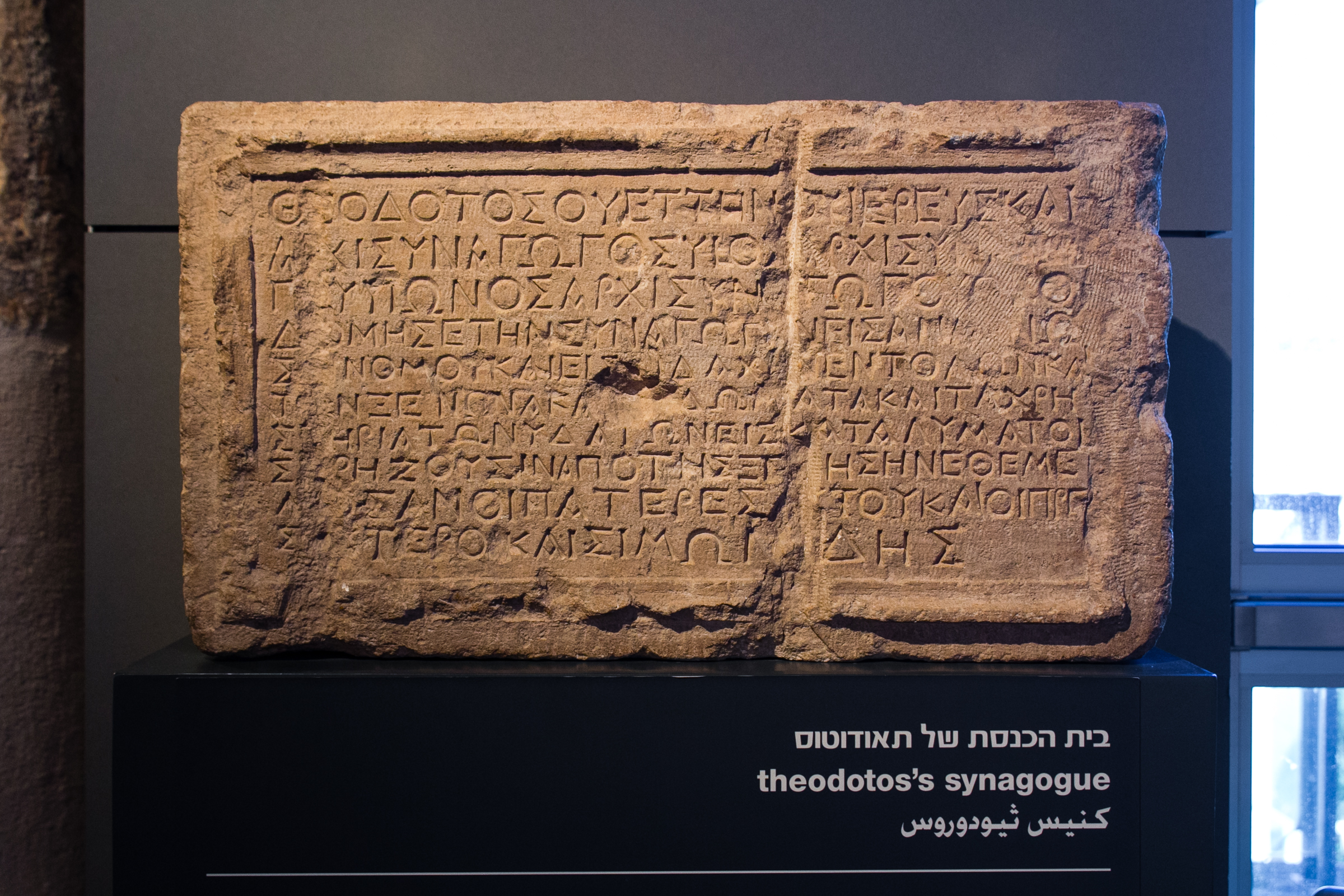
Stifterinschrift einer Jerusalemer Synagoge des 1. Jahrhunderts n. Chr.: Theodotos war Synagogenvorsteher in 3. Generation (Israel Museum)

Stifterinschrift des Synagogenvorstehers, Synagoge von Naro, heute Hammam Lif. (CIL VIII 12457b; Nationalmuseum Bardo, Tunis)

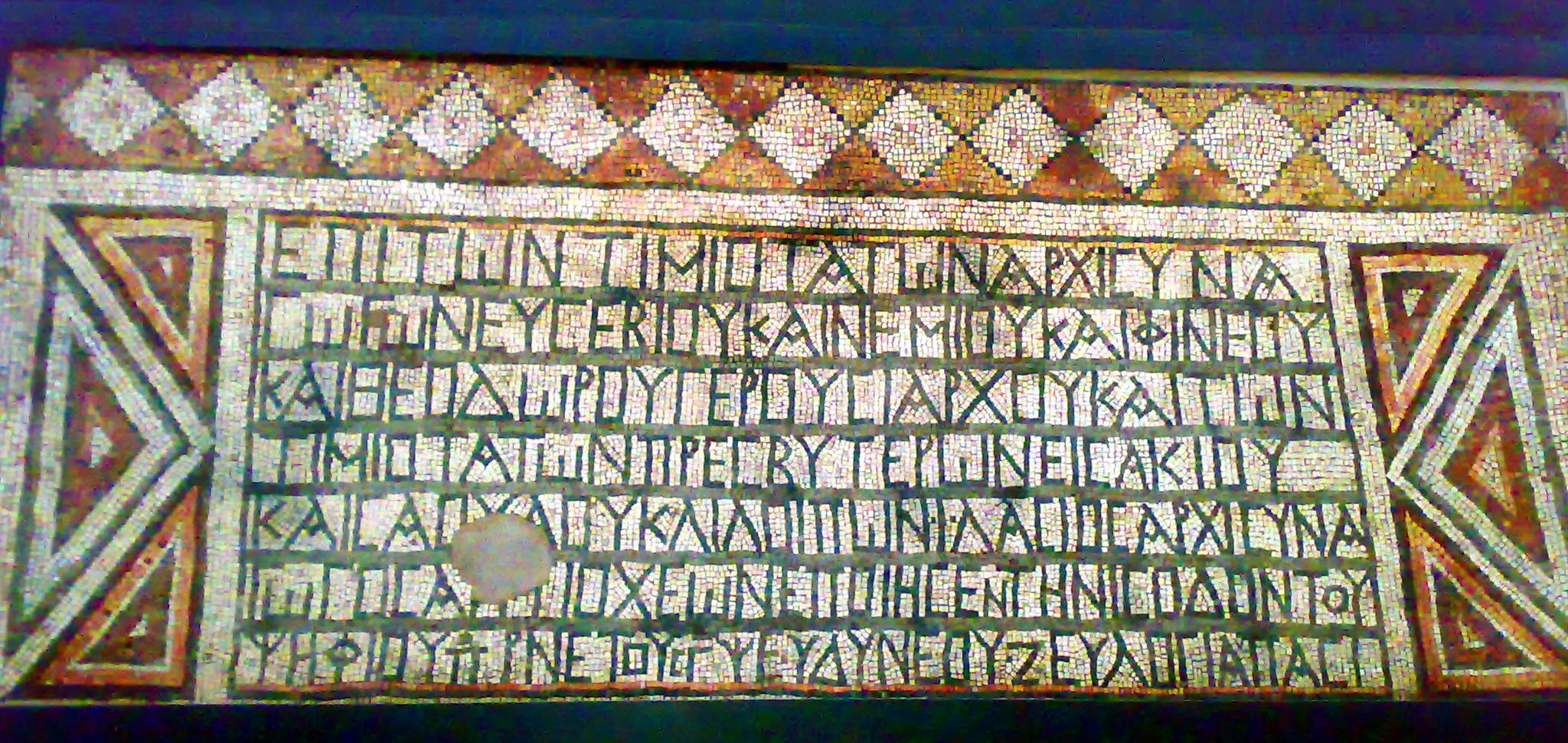
Stifterinschrift des Synagogenvorstehers von Apameia, (Königliche Museen für Kunst und Geschichte, Brüssel)

Synagogenvorsteher ist ein im Neuen Testament an neun Stellen genanntes Amt. 

## Archisynágōgos
Der griechische Begriff ἀρχισυνάγωγος archisynágōgos kann auch als „Versammlungsleiter“ übersetzt werden und kommt in dieser Bedeutung als Titel in paganen Kulten vor. Doch ist im Neuen Testament vom Amt des archisynágōgos nur im Zusammenhang mit dem Judentum die Rede. „Kein anderer Titel findet sich in der antiken Literatur häufiger im Kontext der Synagoge und ist entsprechend auch Außenstehenden vertraut.“ Ein Erlass des Codex Theodosianus beispielsweise befreite die jüdischen Priester, die „Väter der Synagoge“ und die Synagogenvorsteher sowie alle, die in einer Synagoge eine Aufgabe hatten, von den munera corporalia. In den Schriften von Flavius Josephus und Philo von Alexandria kommt der Begriff nicht vor, in der patristischen Literatur gelegentlich.

## Rosch ha-Knesset
Der dem archisynágōgos entsprechende hebräische Begriff, der in der Mischna verwendet wird, ist ראש הכנסת rosch ha-knesset, „Haupt der Versammlung“. Jedoch sind die griechischen Belege deutlich älter, so dass rosch ha-knesset eine Lehnübersetzung aus dem griechischen Sprachgebrauch der Diaspora sein kann.

„(Schriftlesung am Versöhnungstag im Jerusalemer Tempel:) Der Synagogendiener brachte die Torarolle und gab sie dem Synagogenvorsteher, und der Synagogenvorsteher gab sie dem Priestervorsteher, und der Priestervorsteher gab sie dem Hohenpriester, und der Hohenpriester empfing sie stehend (und las stehend daraus vor).“

## Tätigkeitsbeschreibung
Aus literarischen und inschriftlichen Quellen ist bekannt, dass die Position des archisynágōgos über die Synagogengemeinde hinaus geachtet war. Synagogenvorsteher sorgten in der Synagoge für die Einhaltung der Ordnung (Lk 13,14 ), verteilten die Aufgaben im Gottesdienst (Apg 13,15 ) und waren für die Instandhaltung des Synagogengebäudes verantwortlich, gegebenenfalls aus eigenen Mitteln. Deshalb besetzte man dieses Amt mit einer wohlhabenden Persönlichkeit.

## Stifter- und andere Inschriften
Die epigraphischen Belege für das Amt des archisynágōgos verteilen sich vom 1. bis 7. Jahrhundert n. Chr. über das ganze Römische Reich; es handelt sich um ein „griechisch-römisches Phänomen.“ In folgenden Orten ist der Titel mehrfach bezeugt: Acmonia in Phrygien, Apameia, Venosa, Jerusalem und Rom. Die Inschriften haben meist den Charakter eines Nachrufs auf verstorbene Synagogenvorsteher. Gerühmt werden sie als Wohltäter, als Erbauer oder Gründer einer Synagoge, bzw. Spender für die Renovierung. Im Einzelnen spendeten sie eine steinerne Schranke um die Bima (in Myndos), einen Mosaikfußboden (in Hammam Lif/Naro), den Eingangsbereich (der Synagoge von Apameia) oder ein Triclinium (in Caesarea).
Synagogenvorsteher zu sein, hinderte nicht daran, zusätzlich andere Ämter auszuüben:
- in der jüdischen Gemeinde als Leiter, Ältester, Rabbi oder Priester;
- außerhalb derselben als Inhaber eines militärischen oder zivilen Amtes (principales, in Moesia) oder einer Zollstelle (in Intercisa).[8]

Es konnten mehrere Personen zugleich Synagogenvorsteher einer Gemeinde sein; oft war das Amt erblich. Auch Frauen und Kinder werden in den Inschriften als Synagogenvorsteher bezeichnet:
- Rufina, Synagogenvorsteherin in Smyrna;
- Theopempta, Synagogenvorsteherin, und ihr Sohn Eusebios (in Myndos);
- Kallistos, ein dreijährig verstorbener Junge (in Venosa).[9]

Während für die ältere Forschung evident war, dass sowohl Frauen als auch Kinder den Titel archisynágōgos nur ehrenhalber getragen hätten, ohne praktische Konsequenzen, sieht man heute keinen Grund, Frauen von diesem Leitungsamt auszuschließen.